# Lanosterin
Lanosterin (auch: Lanosterol) ist eine natürlich vorkommende chemische Verbindung. Chemisch handelt es sich um ein Steroid. Es entsteht in Eukaryoten als Zwischenprodukt bei der Biosynthese von Ergosterin (in Pilzen und Mykoplasmen) und Cholesterin (in Pflanzen wird diese Rolle allerdings zum größeren Teil von Cycloartenol übernommen). In größeren Mengen ist es Bestandteil von Wollwachs (lat. Adeps lanae, daher der Name), in dem es von Cholesterin sowie den Lanostanderivaten  Dihydrolanosterin (Lanost-8-en-3β-ol), Agnosterin (Lanosta-7,9(11),24-trien-3β-ol) und Dihydroagnosterin (Lanosta-7,9(11)-dien-3β-ol) begleitet wird.
Aktuelle Forschungsergebnisse weisen darauf hin, dass Lanosterin zur Vorbeugung und Behandlung des Grauen Stars eingesetzt werden könnte.

## Geschichte
Die Struktur des Lanosterins wurde mit klassischen Methoden von einem Schweizer Team um W. Voser im Jahr 1950 aufgeklärt.

## Vorkommen und Gewinnung
Als Zwischenprodukt der Cholesterinbiosynthese kommt Lanosterin in allen Eukaryoten vor. Schafe schwitzen es mit dem Wollwachs aus, woraus es in größeren Mengen gewonnen werden kann. Die Trennung des Gemischs von anderen Triterpenen ist schwierig und erfolgt über fraktionierte Kristallisation und Chromatographie der Acetate.
Woodward gelang die Synthese von Lanosterin aus Cholesterin in über ein Dutzend Schritten, nachdem sein Team die Totalsynthese von Cholesterin selbst schaffte.

## Biosynthese
Die biologische Synthese des Lanosterins erfolgt in einer bemerkenswerten mehrfachen Ringschluss-Reaktion aus (S)-Squalen-2,3-epoxid, die vom Enzym Lanosterin-Synthase katalysiert wird:
 → 

## Reaktionen
Lanosterin ist in der Lage, verschiedene chemische Reaktionen einzugehen. So wird unter Einfluss von Phosphorpentachlorid der A-Ring zum Fünfring umgelagert; die C8-C9-Doppelbindung kann nicht direkt hydriert, aber in saurem Milieu nach C7-C8 verschoben werden; weitere Dehydrierung mit Selendioxid, N-Bromsuccinimid oder Perbenzoesäure ergibt das 7,9(11)-Dien, das weiter zum Enon oder Diketon oxidiert werden kann.